# Kliknutí
Kliknutí čili klik je při interakci uživatele s některým z počítačových zařízení (jako je počítač, chytrý telefon, tablet, atd.) proces potvrzení místa volby na obrazovce zařízení a požadované akce pomocí stisknutí tlačítka myši, touchpadu, trackpointu nebo ťuknutím na dotykovou obrazovku. O zpracování interakce se stará uživatelské rozhraní.

## Možnosti interakce
Uživatelská interakce může být různého typu dle typu vstupního zařízení. Podle počtu tlačítek zařízení může jít například o:
- označení souboru, textu – obvykle klik levým tlačítkem myši/touchpadu/trackpointu, ťuknutí na dotykovou obrazovku
- otevření dokumentu či spuštění programu – obvykle dvojklik levým tlačítkem, dvojí ťuknutí na obrazovku
- vyvolání kontextové nabídky – obvykle klik pravým tlačítkem, dlouhé podržení místa na obrazovce
- scrollování v textu – otáčením kolečka na středu myši, podržení a táhnutí obrazovky více prsty[zdroj⁠?!]
- zavření okna – obvykle stlačením kolečka na myši, případně jejího středního tlačítka v případě starších myší
- měnění sensitivity (citlivosti) myši – obvykle u více než třítlačítkových myší
- případně další.

Přičemž u vstupních, zvláště tlačítkových zařízení lze často v nastavení grafického rozhraní, případně ovladače zařízení, nastavení měnit, například prohodit levé a pravé tlačítko typicky pro leváky, měnit směr scrollování textu při otočení kolečka nahoru a dolu, atd. Různé operační systémy také mohou mít mezi sebou odlišnosti v tom, jaké nastavení považují za standardní, například některé linuxové operační systémy mohou standardně spouštět programy po jednom kliknutí místo dvou ve Windows apod.